# Marsilio Landriani

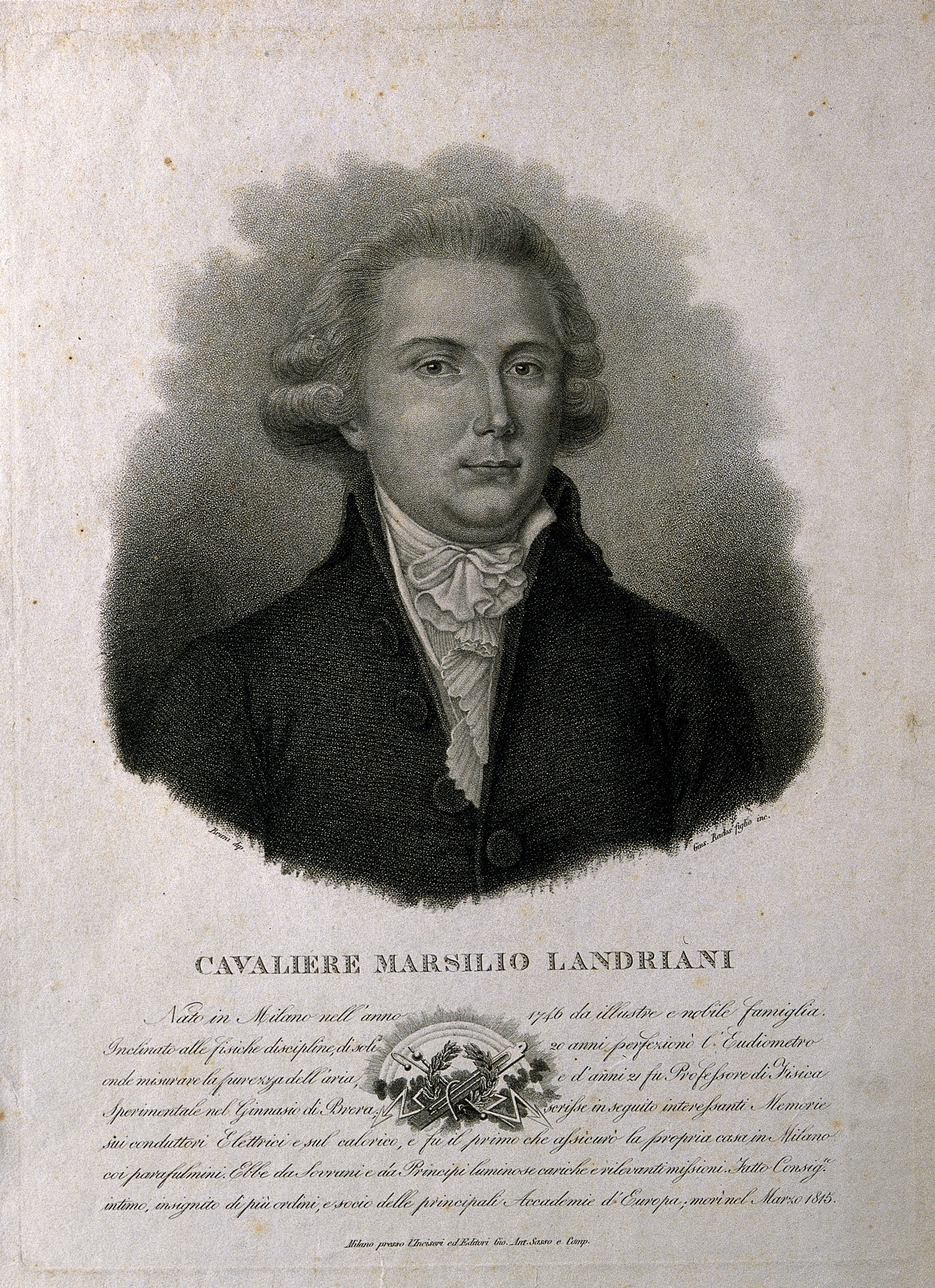
Marsilio Landriani

Marsilio Landriani (geboren am 1. Oktober 1751 in Mailand; gestorben am 13. März 1815 in Wien) war ein italienischer Physiker, Chemiker und Meteorologe.

## Leben
Landriani wurde 1751 in eine Patrizierfamilie geboren. Die Veröffentlichung einer Arbeit über die physikalischen Ursachen der Luftgesundheit brachte ihm 1776 den Lehrstuhl für Physik am Gymnasium Brera ein. 1782 wurde er offiziell beauftragt, eine Studienreise durch die Uhren- und Baumwollindustrie in Genf zu leiten. Anschließend unternahm er 1787/88 eine ausgedehnte Informationsreise durch die wichtigsten Länder Europas, um zur Förderung von Wissenschaft und Produktion beizutragen. Während seines Aufenthalts in Wien knüpfte er Kontakte zu Regierungskreisen, die ihn später mit diplomatischen Missionen betrauten. Er hielt sich von 1791 bis 1794 in Dresden auf. Im selben Jahr kehrte er nach Wien zurück, wo er bis zu seinem Tod am 13. März 1815 blieb.
Dieser Korrespondent und Freund Saussures interessierte sich wie dieser für Elektrizität, Magnetismus, Eudiometrie, Technologie, wissenschaftliche Instrumente und Chemie. Seine zahlreichen Artikel auf diesen Gebieten brachten ihm den Titel eines Korrespondenten der Französischen Akademie der Wissenschaften ein. Landriani erfand außerdem ein Anemometer und ein Achronyometer zur Messung der Niederschlagsmenge.

## Werke

### In deutscher Übersetzung
- Marsilio Landriani physikalische Untersuchungen über die Gesundheit der Luft: aus dem Italiänischen übersetzt. Karl August Serini, Basel 1778
- Untersuchungen über die Gesundheit der Luft. Nebst ein paar andern naturhistorischen Abhandlungen. Aus dem Italienischen. Typographische Gesellschaft, Bern 1792
→ Ricerche fisiche intorno alla salubrità dell’ aria

- Chymische Abhandlung über das Berliner Blau und das phlogistizirte Alkali. Aus dem Italienischen mit Anmerkungen. Ludwig Philipp Wegener, Berlin 1784
→ Dell’ azzurro di Berlino e dell’ alkali flogisticato

- Marsilius Landriani … Abhandlung vom Nutzen der Blitzableiter. Auf Befehl des Guberniums herausgegeben. Aus dem Italienischen von Gottfried Müller. Kraußische Buchhandlung, [Wien] 1786
→ Dell’ utilità dei conduttori elettrici

- Abhandlungen über den Seidenbau und andere ökonomische Gegenstände, nach dem Italiänischen und Dänischen bearbeitet vom geheimen Kanzelisten Tüllmann in Dresden. Hg. von Carl Heinrich Nicolai [u. a.]. Waltherische Buchhandlung, Dresden 1793
→ anonymer Verfasser, wird Landriani zugeschrieben

### Originale
- Ricerche fisiche intorno alla salubrità dell’ aria. Mailand 1775
- Opuscoli fisico-chimici. Gaetano Pirola, Mailand 1781
- Description d’une Machine propre à éléver l’Eau par la rotation d’une Corde verticale. Nouffer de Rodon & Comp., Genf 1782,
- Dell’ utilità dei conduttori elettrici. Mailand 1784

### Veröffentlichungen in Periodika
- Annales de Chimie ZDB-ID 2748562-6
  - Extrait d’une Lettre écrite … à Madame Lavoisier. In: Band 11 (1791), S. 156
  - Extrait d’une lettre de M. Landriani, en 1792. In: Band 22 (1797), S. 113

- Atti della Società Patriotica di Milano ZDB-ID 1274304-5
  -  Dell’ azzurro di Berlino e dell’ alkali flogisticato. In: Band 1 (1783), S. 177

- Chemische Annalen
  - siehe Inhaltsverzeichnis dort

- Giornale di fisica, chimica e storia naturale ZDB-ID 2748693-X
  - Memoria intorno ad una sorgente esistente nelle vicinanze del villaggio di Feslau non molto lontano dalla Città di Baaden nell’ Austria, dalla quale scaturisce una grande quantità di gaz azoto. In: Band 9 (1816), S. 115
  - Descrizione di un nuovo Termometro estremamente sensibile. In: Band 1 (1818), S. 338
  - Descrizione di due Termometri che in assenza dell’ osservatore uno indica il massimo, e l’ altro il minimo di calore; e del Lucimetro. In: Band 1 (1818), S. 413
  - Avvertenze principali nella costruzione dei termometri. In: Band 2 (1819), S. 292
  - Dell’ Igrometro a capello del Sig. De Saussure che in assenza dell’ osservatore indica il massimo ed il minimo d’ umidità. In: Band 3 (1820), S. 111

- Memorie di matematica e fisica della Società Italiana ZDB-ID 757366-2
  - Descrizione di una macchina metereologica per mezzo della quale si determina di ora in ora la durata e quantità della piogga. In: Band 1 (1782), S. 203
  - (mit Pietro Moscati:) Ricerche ed osservazioni sociali fatte per perfezionare il Barometro. In: Band 1 (1782), S. 225

- Neuere Abhandlungen der Böhmischen Gesellschaft der Wissenschaften
  - Beschreibung einer Maschine, welche auch in Abwesenheit des Beobachters die Veränderungen der Richtung des Windes aufzeichnet. In: Band 2 (1795), S. 57

- Observations sur la physique, sur l’histoire naturelle et sur les arts ZDB-ID 2789302-9
  - Sur la conversion de tous les acides en un seul; adressé à M. le Professeur Moscati. In: Band 20 (1782), S. 106
  - Sur la manière de donner un Vernis aux Papillons & autres insectes, adressé à M. le Conseiller Scopoli. In: Band 20 (1782), S. 299
  - Description du Chronhyomètre, Ou d’une nouvelle Machine météorologique avec laquelle on peut mesurer la durée de la pluie. In: Band 22 (1783), S. 280
  - Dissertation sur la chaleur latente; Contenant l’histoire de toutes les découvertes que l’on a faites jusqu’à présent sur le feu caché dans les corps, avec de nouvelles expériences & observations. In: Band 21 (1785), S. 88; S. 197
  - Extrait de lettre … Sur la décomposition de l’Esprit-de-vin & de l’Alkali volatil. In: Band 27 (1785), S. 63
  - Extrait d’une lettre … à M. l’abbé Testa, Sur les nouveaux Régules métalliques. In: Band 37 (1790), S. 388
  - Extrait d’une lettre … à M. l’abbé Testa. In: Band 38 (1791), S. 54

- Opuscoli scelti sulle scienze e sulle arti
  - Lettera … al Signor Magellan sopra alcuni fenomeni del Calor animale. In: Band 2 (1779), S. 387
  - (mit P. Moscati:) Sperienze ed osservazioni sulle diverse specie d’ arie fattizie. In: Band 3 (1780), S. 122
  - Lettera … nella quale gli espone il Piano di una nuova opera sul Barometro. In: Band 3 (1780), S. 249
  - Descrizione di una macchina Metereologica colla quale si determina la durata della pioggia. In: Band 3 (1780), S. 273
  - Gli effetti del fulmine caduto la sera del giorno 25 Agosto 1780 nel Campanile e Monastero di S. Vincenzo al Castello in Milano. In: Band 3 (1780), S. 328
  - Inconvenienti del metodo tenuto dal Sig. Conte di Buffon per trovare la legge del riscaldamento, e raffreddamento de’ corpi. In: Band 4 (1781), S. 108
  - Del modo di dare la vernice alle Farfalle, e ad altri Insetti. In: Band 4 (1781), S. 242

- Sammlung Physikalischer Aufsätze, hg. von Johann Mayer ZDB-ID 549017-0
  - Von einigen Entdeckungen in der thierischen Elektricität. In: Band 3 (1793), S. 384
  - Ueber die magnetische Eigenschaft des Koboltkönigs. In: Band 3 (1793), S. 388

| Personendaten    | Personendaten                                    |
| ---------------- | ------------------------------------------------ |
| NAME             | Landriani, Marsilio                              |
| KURZBESCHREIBUNG | italienischer Physiker, Chemiker und Meteorologe |
| GEBURTSDATUM     | 1. Oktober 1751                                  |
| GEBURTSORT       | Mailand                                          |
| STERBEDATUM      | 13. März 1815                                    |
| STERBEORT        | Wien                                             |